# Electro swing
Electro swing je žánr, který spojuje swingové styly se současnými hudebními žánry jako house, hip-hop, EDM apod. Mezi hlavní interprety tohoto žánru patří Goldfish, Parov Stelar, Caravan Palace, Boogie Belgique, Swingrowers, Dirty Honkers, The Electric Swing Circus, G-Swing a Waldeck. Na Electro swing se tancuje speciální Electro swing dance.